# Pity Martínez
Pour les articles homonymes, voir Gonzalo Martínez et Martínez.
Gonzalo Martínez, né le 13 juin 1993 à Guaymallén, est un footballeur international argentin plus connu sous le surnom de « Pity » Martínez. Il joue au poste de milieu offensif avec le club de River Plate.

## Biographie

### River Plate (2015-2019)
En 2015, Gonzalo Martínez s'engage avec River Plate pour une durée de cinq ans, jusqu'en 2020. Il participe à son premier match officiel avec River Plate le 16 février 2015, contre Sarmiento, en remportant le match (victoire 1-4).
En 2018, il remporte le trophée du meilleur joueur jouant dans un club sud-américain. Dans cette même année, Boca Juniors et River Plate disputent la finale de la Copa Libertadores, la première manche, jouée le 11 novembre 2018, se termine par une égalité. La deuxième manche, qui doit être jouée le 24 novembre, doit être reportée indéfiniment puisque les supporters du River Plate attaquent le bus de Boca Juniors avec des pierres et du gaz lacrymogène. Finalement, la CONMEBOL décide de déplacer le lieu de la finale au stade Santiago-Bernabéu de Madrid et de la jouer le 9 décembre. Le résultat final est de 3-1 pour le River Plate, le dernier but étant marqué par Martínez dans les derniers moments du match.

### Atlanta United (2019-2020)
Le 24 janvier 2019, Martínez signe à l'Atlanta United FC. Après un an et demi, il atteint le palier des cinquante-quatre rencontres et onze buts inscrits.

### Al-Nassr Riyad (2020-2023)
Le 7 septembre 2020, il est vendu par Atlanta à Al-Nassr Riyad, dans le championnat saoudien pour une somme avoisinant les dix-huit millions de dollars américains.
Il est victime à deux reprises de rupture des ligaments croisés du genou : en avril 2021 puis en février 2023,.

### Retour à River Plate (depuis 2023)
En août 2023, Pity Martinez fait son retour à River Plate. De retour de sa grave blessure il ne dispute que huit matchs en fin de saison - aucun en tant que titulaire - pour un total de 87 minutes jouées et un but.
En janvier 2024 lors du premier match amical de pré-saison 2024, il subit pour la 3e de sa carrière une rupture du ligament croisé antérieur du genou.

### En équipe nationale
Martínez honore sa première sélection avec l'équipe d'Argentine le 8 septembre 2018 contre le Guatemala. Titulaire, il inscrit son premier but pour l'Albiceleste sur penalty.

## Statistiques
| Saison                | Club                  | Championnat           | Championnat | Championnat | Championnat | Coupe(s) nationale(s) | Coupe(s) nationale(s) | Coupe(s) nationale(s) | Supercoupe | Supercoupe | Supercoupe | Compétition(s) continentale(s) | Compétition(s) continentale(s) | Compétition(s) continentale(s) | Compétition(s) continentale(s) | Supercoupe continentale | Supercoupe continentale | Supercoupe continentale | Coupe du monde des clubs | Coupe du monde des clubs | Coupe du monde des clubs | Total | Total | Total |
| Saison                | Club                  | Division              | M.          | B.          | P.d.        | M.                    | B.                    | P.d.                  | M.         | B.         | P.d.       | Comp.                          | M.                             | B.                             | P.d.                           | M.                      | B.                      | P.d.                    | M.                       | B.                       | P.d.                     | M.    | B.    | P.d.  |
| 2011-2012             | Huracán               | D2                    | 15          | 0           | 1           | -                     | -                     | -                     | -          | -          | -          | -                              | -                              | -                              | -                              | -                       | -                       | -                       | -                        | -                        | -                        | 15    | 0     | 1     |
| 2012-2013             | Huracán               | D2                    | 28          | 0           | 5           | 2                     | 0                     | 0                     | -          | -          | -          | -                              | -                              | -                              | -                              | -                       | -                       | -                       | -                        | -                        | -                        | 30    | 0     | 5     |
| 2013-2014             | Huracán               | D2                    | 29          | 4           | 4           | -                     | -                     | -                     | -          | -          | -          | -                              | -                              | -                              | -                              | -                       | -                       | -                       | -                        | -                        | -                        | 29    | 4     | 4     |
| 2014                  | Huracán               | D2                    | 21          | 4           | 3           | 5                     | 2                     | 0                     | -          | -          | -          | -                              | -                              | -                              | -                              | -                       | -                       | -                       | -                        | -                        | -                        | 26    | 6     | 3     |
| Sous-total            | Sous-total            | Sous-total            | 93          | 8           | 13          | 7                     | 2                     | 0                     | -          | -          | -          | -                              | -                              | -                              | -                              | -                       | -                       | -                       | -                        | -                        | -                        | 100   | 10    | 13    |
| 2015                  | River Plate           | D1                    | 25          | 4           | 5           | 2                     | 0                     | 0                     | 1          | 0          | 0          | CL+CS                          | 12+5                           | 0                              | 2+0                            | 3                       | 1                       | 1                       | 1                        | 0                        | 0                        | 49    | 5     | 8     |
| 2016                  | River Plate           | D1                    | 14          | 3           | 1           | -                     | -                     | -                     | -          | -          | -          | CL                             | 3                              | 0                              | 1                              | -                       | -                       | -                       | -                        | -                        | -                        | 17    | 3     | 2     |
| 2016-2017             | River Plate           | D1                    | 28          | 7           | 6           | 6                     | 1                     | 0                     | 1          | 0          | 0          | CL                             | 6                              | 0                              | 1                              | 2                       | 0                       | 1                       | -                        | -                        | -                        | 43    | 8     | 8     |
| 2017-2018             | River Plate           | D1                    | 21          | 6           | 3           | 5                     | 3                     | 0                     | 1          | 1          | 1          | CL+CL                          | 5+4                            | 0+1                            | 1+1                            | -                       | -                       | -                       | -                        | -                        | -                        | 36    | 11    | 6     |
| 2018-2019             | River Plate           | D1                    | 7           | 2           | 0           | 3                     | 2                     | 0                     | -          | -          | -          | CL                             | 6                              | 2                              | 1                              | -                       | -                       | -                       | 2                        | 2                        | 1                        | 18    | 8     | 2     |
| Sous-total            | Sous-total            | Sous-total            | 95          | 22          | 15          | 16                    | 6                     | 0                     | 3          | 1          | 1          | -                              | 41                             | 3                              | 7                              | 5                       | 1                       | 2                       | 3                        | 2                        | 1                        | 163   | 35    | 26    |
| 2019                  | Atlanta United        | MLS                   | 34          | 5           | 9           | 5                     | 2                     | 0                     | -          | -          | -          | LCC+CC                         | 4+1                            | 0                              | 1+0                            | -                       | -                       | -                       | -                        | -                        | -                        | 44    | 7     | 10    |
| 2020                  | Atlanta United        | MLS                   | 7           | 2           | 2           | -                     | -                     | -                     | -          | -          | -          | LCC                            | 3                              | 2                              | 2                              | -                       | -                       | -                       | -                        | -                        | -                        | 10    | 4     | 4     |
| Sous-total            | Sous-total            | Sous-total            | 41          | 7           | 11          | 5                     | 2                     | 0                     | -          | -          | -          | -                              | 8                              | 2                              | 3                              | -                       | -                       | -                       | -                        | -                        | -                        | 54    | 11    | 14    |
| 2020-2021             | Al-Nassr Riyad        | SPL                   | 0           | 0           | 0           | 0                     | 0                     | 0                     | -          | -          | -          | AFC                            | 0                              | 0                              | 0                              | -                       | -                       | -                       | -                        | -                        | -                        | 0     | 0     | 0     |
| Sous-total            | Sous-total            | Sous-total            | 0           | 0           | 0           | 0                     | 0                     | 0                     | -          | -          | -          | -                              | 0                              | 0                              | 0                              | -                       | -                       | -                       | -                        | -                        | -                        | 0     | 0     | 0     |
| Total sur la carrière | Total sur la carrière | Total sur la carrière | 229         | 37          | 39          | 28                    | 10                    | 0                     | 3          | 1          | 1          | -                              | 49                             | 5                              | 10                             | 5                       | 1                       | 2                       | 3                        | 2                        | 1                        | 317   | 56    | 53    |

## Palmarès
| CA Huracán (1) :                             | River Plate (8) : | Atlanta United FC (1) :                                                       | Al-Nassr (1) :                                          |
| -------------------------------------------- | --- | ----------------------------------------------------------------------------- | ------------------------------------------------------- |
| - Coupe d'Argentine (1) : - Vainqueur : 2014 | - Copa Libertadores (1) : - Vainqueur : 2015 et 2018 - Recopa Sudamericana (1) : - Vainqueur : 2015 et 2016 - Coupe Suruga Bank (1) : - Vainqueur : 2015 - Coupe d'Argentine (2) : - Vainqueur : 2016 et 2017 - Supercoupe d'Argentine (1) : - Vainqueur : 2023 | - US Open Cup (1) : - Vainqueur : 2019 - Campeones Cup (1) - Vainqueur : 2019 | - Supercoupe d'Arabie saoudite (1) : - Vainqueur : 2020 |

### Distinctions individuelles
- Meilleur joueur sud-américain de l'année : 2018
- Meilleur joueur de la Copa Libertadores : 2018
- Footballeur argentin de l'année : 2018
- Membre de l'équipe-type de la Major League Soccer : 2019